# 堂谷站
堂谷站（：／ Danggok yeok */?）是首爾輕電鐵新林線沿線的一座輕軌車站，位於韓國首爾特別市冠岳區奉天洞。

## 車站結構
站體為2面2線側式月台的地下車站，候車月台設有月台幕門，並有2處出口。

### 月台配置
| 波拉美醫院 ↑ |
| \| 上        |
| ↓ 新林       |

| 月台 | 路線              | 目的地                 |
| ---- | ----------------- | ---------------------- |
| 上行 | ●首爾輕電鐵新林線 | 波拉美、大方、賽江方向 |
| 下行 | ●首爾輕電鐵新林線 | 新林、冠岳山方向       |

## 歷史
- 2022年5月28日：開通啟用。

## 車站周邊
- 首爾堂谷初等學校
- 乐天百货冠岳店
- 三星數位廣場新林店
- 農協波拉美分會

## 圖片

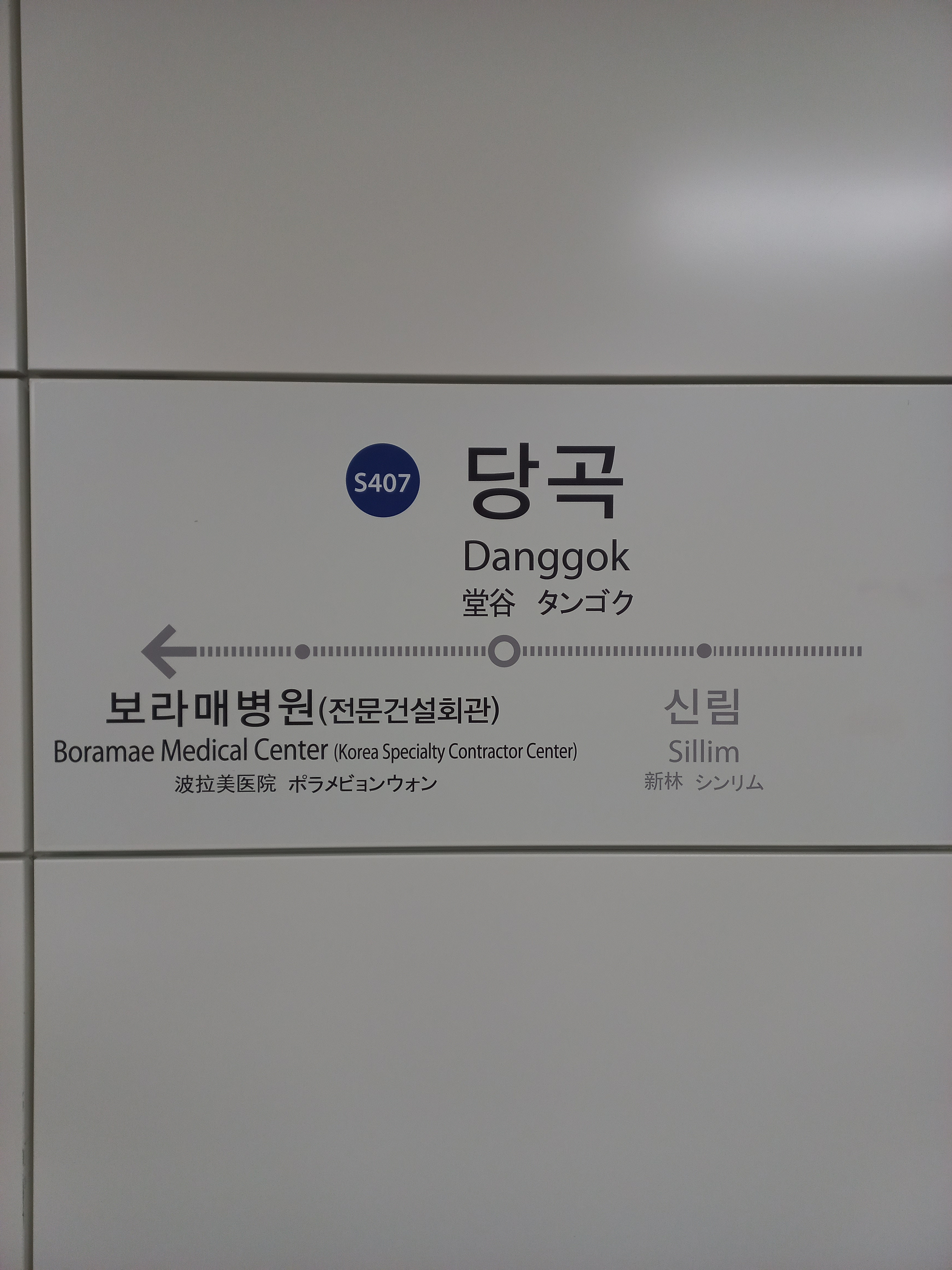
站名牌
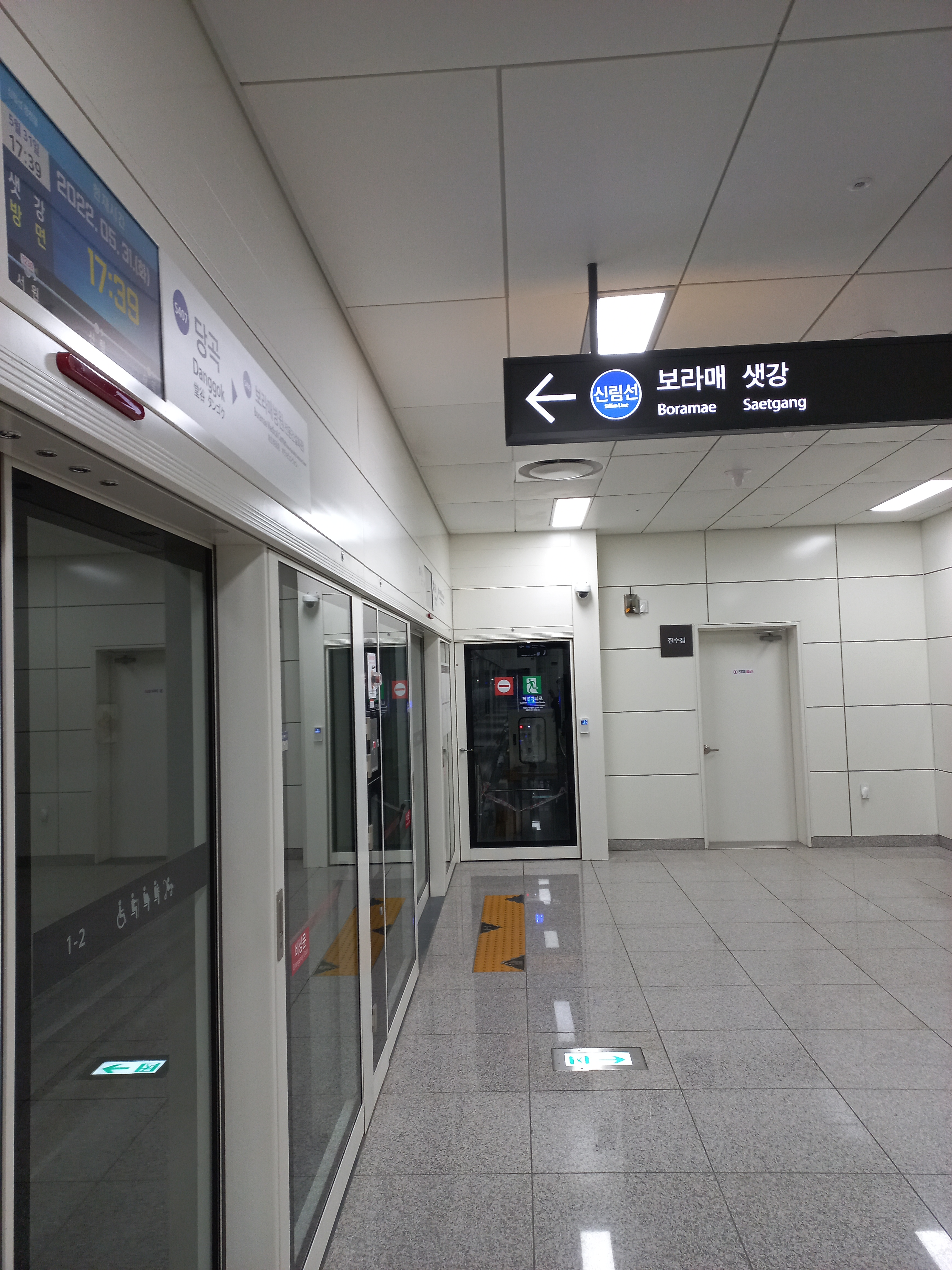
候車月台
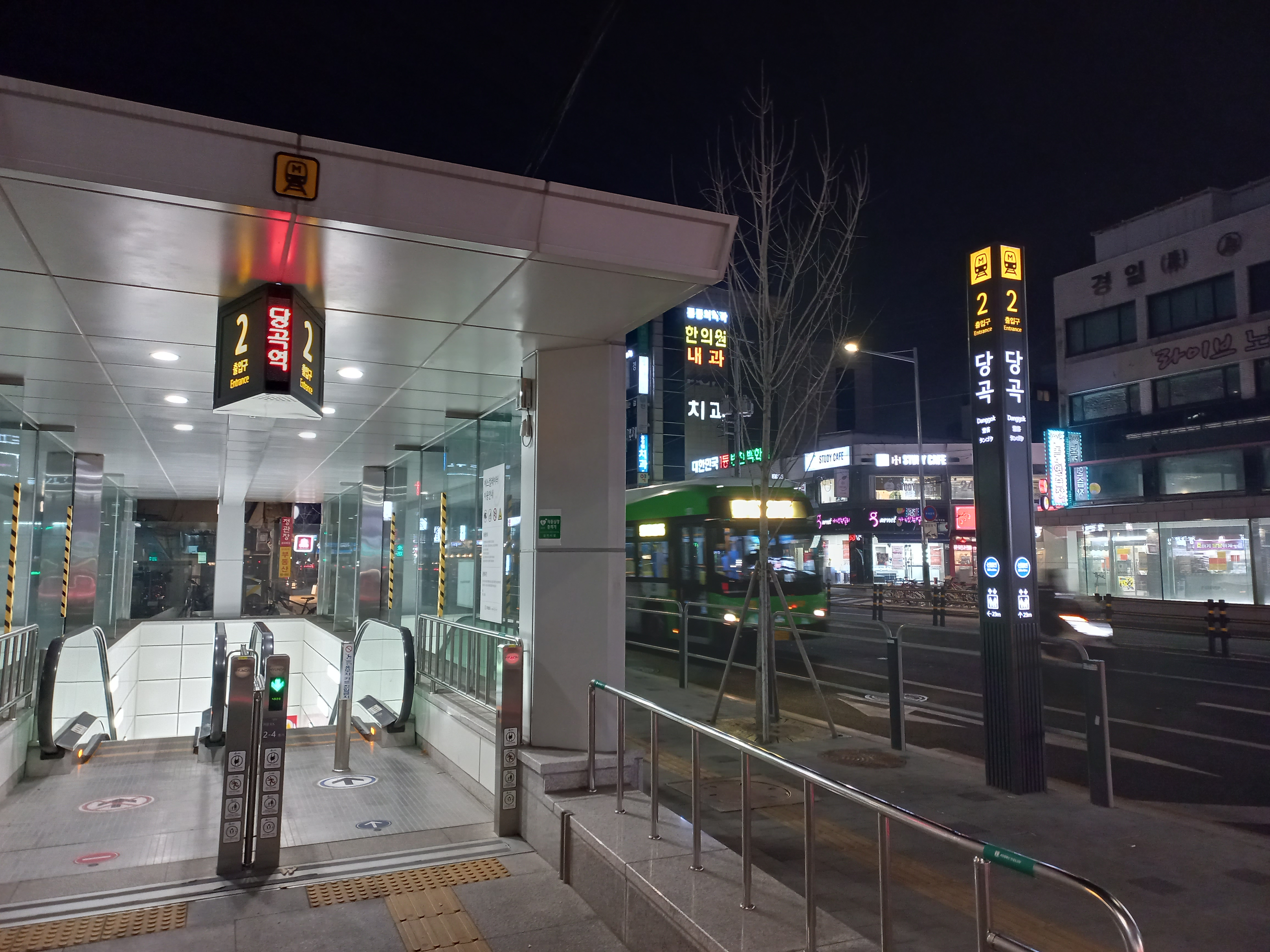
夜間的2號出口

## 相鄰車站
南首爾輕電鐵
●首爾輕電鐵新林線
波拉美醫院（S406） －堂谷（S407）－新林（S408）